# Osobnosť televíznej obrazovky
Osobnosť televíznej obrazovky (OTO) − ankieta dotycząca popularności słowackich programów i osobistości telewizyjnych, organizowana corocznie przez Art Production Agency (APA). Jej głównym partnerem medialnym jest tygodnik „Plus 7 dní”. Nadawcą ceremonii, podczas której ogłasza się wyniki plebiscytu OTO, jest Słowackie Radio i Telewizja.